# Galatasaray Istanbul/Saison 1982/83
Die Saison 1982/83 von Galatasaray Istanbul war die 75. Saison in der Vereinsgeschichte und die 25. Saison in der türkischen Liga, der 1. Lig. Der Klub beendete die Saison auf dem 3. Platz. Die Türkiye Kupası endete für die Gelb-Roten in der 6. Hauptrunde. Im Europapokal der Pokalsieger schied Galatasaray Istanbul in der 2. Runde aus.

## Personalien

### Kader
| Nat.                                           | Name                | Geburtsdatum  | im Verein seit | vorheriger Verein     |
| Torhüter                                       | Torhüter            | Torhüter      | Torhüter       | Torhüter              |
| ---------------------------------------------- | ------------------- | ------------- | -------------- | --------------------- |
| Turkei                                         | Haydar Erdoğan      | 19. Apr. 1959 | 1979           | Sarıyer SK            |
| Turkei                                         | Eser Özaltındere    | 13. Feb. 1954 | 1978           | Adana Demirspor       |
| Abwehr                                         |                     |               |                |                       |
| Turkei                                         | Halil İbrahim Akçay | 14. Okt. 1960 | 1982           | Trabzonspor           |
| Turkei                                         | Adnan Aydın         | 1. Jan. 1956  | 1982           | Ödemişspor            |
| Turkei                                         | Ali Çoban           | 1. Okt. 1955  | 1980           | Adanaspor             |
| Turkei                                         | Raşit Çetiner       | 10. Sep. 1956 | 1981           | Fenerbahçe Istanbul   |
| Turkei                                         | Ahmet Ceyhan        | 26. Jan. 1951 | 1982           | Trabzonspor           |
| Turkei                                         | Fettah Dindar       | 15. Sep. 1955 | 1980           | Istanbulspor          |
| Turkei                                         | Müfit Erkasap       | 11. Juni 1957 | 1974           | eigene Jugend         |
| Turkei                                         | Murat İnan          | 10. Juni 1955 | 1980           | Kayserispor           |
| Turkei                                         | Sefer Karaer        | 20. Okt. 1956 | 1981           | Kayserispor           |
| Turkei                                         | Rauf Kılıç          | 10. Dez. 1964 | 1982           | eigene Jugend         |
| Turkei                                         | Ömer Sağlam         | 1. Jan. 1960  | 1982           | n. a.                 |
| Turkei                                         | İbrahim Sokullu     | 1. Jan. 1945  | 1982           | n. a.                 |
| Turkei                                         | Cüneyt Tanman       | 16. Jan. 1956 | 1976           | Giresunspor           |
| Turkei                                         | Fatih Terim         | 4. Sep. 1953  | 1974           | Adana Demirspor       |
| Mittelfeld                                     |                     |               |                |                       |
| Turkei                                         | Mustafa Ergücü      | 15. Jan. 1955 | 1980           | Kayserispor           |
| Turkei                                         | Adnan Esen          | 16. Mai 1961  | 1982           | Bandırmaspor          |
| Turkei                                         | Ahmet Keloğlu       | 15. Jan. 1962 | 1982           | ADO Den Haag          |
| Turkei                                         | Mustafa Turgat      | 1. Jan. 1956  | 1981           | Altay Izmir           |
| Turkei                                         | Cengiz Yazıcıoğlu   | 1. Jan. 1953  | 1980           | Kayserispor           |
| Turkei                                         | Metin Yıldız        | 24. Nov. 1960 | 1978           | eigene Jugend         |
| Angriff                                        |                     |               |                |                       |
| Turkei                                         | Bülent Alkılıç      | 24. Nov. 1960 | 1980           | eigene Jugend         |
| Turkei                                         | Ali Hamurcuoğlu     | 1. Jan. 1960  | 1982           | Lüleburgazspor        |
| Jugoslawien Sozialistische Föderative Republik | Tarik Hodžić        | 1. Jan. 1951  | 1981           | RFC Lüttich           |
| Turkei                                         | Öner Kılıç          | 15. Mai 1954  | 1976           | n. a.                 |
| Jugoslawien Sozialistische Föderative Republik | Mirsad Sejdić       | 1. Jan. 1953  | 1981           | NK Olimpija Ljubljana |
| Turkei                                         | Sinan Turhan        | 10. Feb. 1958 | 1981           | Rizespor              |
| Turkei                                         | Birol Yalçın        | 20. Juli 1958 | 1982           | n. a.                 |

#### Transfers
| Zugänge | Abgänge |
| --- | --- |
| - Halil İbrahim Akçay (Trabzonspor) - Adnan Aydın (Ödemişspor) - Ahmet Ceyhan (Trabzonspor) - Adnan Esen (Bandırmaspor) - Ali Hamurcuoğlu (Lüleburgazspor) - Ahmet Keloğlu (ADO Den Haag) - Rauf Kılıç (eigene Jugend) - Ömer Sağlam (Mecidiyeköyspor) - İbrahim Sokullu (n. a.) - Birol Yalçın (Lüleburgazspor) | - Ayhan Akbin (Kocaelispor) - Orhan Akyüz (Sakaryaspor) - Metin Çekiçler (n. a.) - Ahmet Genç (n. a.) - Hasan Moralı (n. a.) - Bahattin Saykaloğlu (Galata SK) - Tufan (n. a.) - Vefa Yamanoğlu (n. a.) - Candemir Yılmam (n. a.) |

## Spielkleidung
| Heim | Auswärts |

- Ausrüster: Puma
- Trikotsponsor: MEBAN

## Saison
Alle Ergebnisse aus Sicht von Galatasaray Istanbul.
Die Tabelle listet alle 1.-Lig-Spiele des Vereins der Saison 1982/83 auf. Siege sind grün, Unentschieden gelb und Niederlagen rot markiert.

### 1. Lig
| ST | Datum              | Gegner              | Ort                              | Ergebnis  | Tor(e) für Galatasaray Istanbul                                                                                      | Karte(n) für Galatasaray Istanbul        |
| -- | ------------------ | ------------------- | -------------------------------- | --------- | --- | ---------------------------------------- |
| 01 | 28. August 1982    | Mersin İdman Yurdu  | Ali Sami Yen Stadyumu, Istanbul  | 1:0 (1:0) | 1:0 Sejdić (18.) | keine                                    |
| 02 | 12. September 1982 | Sakaryaspor         | Atatürk Stadı, Sakarya           | 0:1 (0:1) | keine | keine                                    |
| 03 | 18. September 1982 | Sarıyer SK          | Ali Sami Yen Stadyumu, Istanbul  | 2:1 (0:0) | 1:0 Alkılıç (56.), 2:0 Alkılıç (74.)                                                                                 | keine                                    |
| 04 | 26. September 1982 | Antalyaspor         | Ali Sami Yen Stadyumu, Istanbul  | 2:0 (1:0) | 1:0 Turhan (40.), 2:0 Turhan (65.)                                                                                   | keine                                    |
| 05 | 3. Oktober 1982    | Zonguldakspor       | Şehir Stadı, Zonguldak           | 2:1 (2:1) | 1:1 Hodžić (23.), 2:1 Ergücü (40.)                                                                                   | İnan (88.)                               |
| 06 | 9. Oktober 1982    | Boluspor            | Ali Sami Yen Stadyumu, Istanbul  | 2:0 (2:0) | 1:0 Ö. Kılıç (2.), 2:0 Ö. Kılıç (21.)                                                                                | keine                                    |
| 07 | 17. Oktober 1982   | Bursaspor           | Ali Sami Yen Stadyumu, Istanbul  | 2:1 (0:1) | 1:1 Terim (49.), 2:1 Hodžić (70.)                                                                                    | Alkılıç (43.), Sejdić (59.), Terim (85.) |
| 08 | 24. Oktober 1982   | Trabzonspor         | Ali Sami Yen Stadyumu, Istanbul  | 0:0       | keine | Dindar (33.)                             |
| 09 | 30. Oktober 1982   | Beşiktaş Istanbul   | Ali Sami Yen Stadyumu, Istanbul  | 1:1 (0:1) | 1:1 Hodžić (57.) | Hodžić (59.)                             |
| 10 | 21. November 1982  | Samsunspor          | Ali Sami Yen Stadyumu, Istanbul  | 4:1 (3:0) | 1:0 Sejdić (24.), 2:0 Turhan (36.), 3:0 Ergücü (40.), 4:0 Ergücü (54. Elfmeter)                                      | Sejdić (46.)                             |
| 11 | 28. November 1982  | MKE Ankaragücü      | 19 Mayıs Stadı, Ankara           | 0:0       | keine | keine                                    |
| 12 | 4. Dezember 1982   | Gaziantepspor       | Fenerbahçe Stadı, Istanbul       | 1:0 (0:0) | 1:0 Sejdić (59.) | keine                                    |
| 13 | 12. Dezember 1982  | Altay Izmir         | Atatürk Stadı, Izmir             | 1:1 (0:0) | 1:1 Hodžić (75.) | Turhan (44.)                             |
| 14 | 18. Dezember 1982  | Adana Demirspor     | Ali Sami Yen Stadyumu, Istanbul  | 1:0 (1:0) | 1:0 Turhan (31.) | Çetiner (60.)                            |
| 15 | 26. Dezember 1982  | Fenerbahçe Istanbul | Fenerbahçe Stadı, Istanbul       | 0:1 (0:1) | keine | Terim (54.), Sejdić (68.)                |
| 16 | 2. Januar 1983     | Kocaelispor         | İsmetpaşa Stadyumu, Kocaeli      | 1:1 (0:1) | 1:1 Çetiner (86.) | Terim (56.), Sejdić (64.)                |
| 17 | 8. Januar 1983     | Adanaspor           | Ali Sami Yen Stadyumu, Istanbul  | 1:0 (1:0) | 1:0 Çetiner (31.) | keine                                    |
| 18 | 20. Februar 1983   | Mersin İdman Yurdu  | Tevfik Sırrı Gür Stadı, Mersin   | 0:2 (0:1) | keine | keine                                    |
| 19 | 6. März 1983       | Sarıyer SK          | Ali Sami Yen Stadyumu, Istanbul  | 1:1 (0:0) | 1:1 Çetiner (59.) | keine                                    |
| 20 | 13. März 1983      | Antalyaspor         | Atatürk Stadı, Antalya           | 1:0 (1:0) | 1:0 Sejdić (16.) | Yazıcıoğlu (48.), Terim (51.)            |
| 21 | 19. März 1983      | Zonguldakspor       | Ali Sami Yen Stadyumu, Istanbul  | 2:1 (1:1) | 1:1 Sejdić (12.), 2:1 Sejdić (65.)                                                                                   | Sejdić (72.)                             |
| 22 | 26. März 1983      | Boluspor            | Şehir Stadı, Bolu                | 1:0 (0:0) | 1:0 Hodžić (53.) | Sejdić (48.)                             |
| 23 | 3. April 1983      | Bursaspor           | Atatürk Stadı, Bursa             | 1:1 (1:1) | 1:1 Yalçın (7.) | keine                                    |
| 24 | 10. April 1983     | Trabzonspor         | Hüseyin Avni Aker Stadı, Trabzon | 0:2 (0:0) | keine | Turhan (77.)                             |
| 25 | 17. April 1983     | Beşiktaş Istanbul   | Fenerbahçe Stadı, Istanbul       | 1:0 (1:0) | 1:0 Turhan (21.) | R. Kılıç (44.)                           |
| 26 | 27. April 1983     | Samsunspor          | 19 Mayıs Stadı, Samsun           | 1:1 (1:0) | 1:0 Sejdić (24.) | keine                                    |
| 27 | 30. April 1983     | Sakaryaspor         | Ali Sami Yen Stadyumu, Istanbul  | 5:1 (3:1) | 1:0 Turhan (4.), 2:1 Sejdić (40. Elfmeter), 3:1 Hodžić (44.), 4:1 Sejdić (60.), 5:1 R. Kılıç (87.)                   | Turhan (78.)                             |
| 28 | 8. Mai 1983        | MKE Ankaragücü      | Ali Sami Yen Stadyumu, Istanbul  | 2:2 (1:1) | 1:0 Sejdić (25. Elfmeter), 2:1 Turhan (55.)                                                                          | Sejdić (69.)                             |
| 29 | 15. Mai 1983       | Gaziantepspor       | Kamil Ocak Stadı, Gaziantep      | 1:2 (1:1) | 1:0 Hodžić (10.) | Ceyhan (70.)                             |
| 30 | 21. Mai 1983       | Altay Izmir         | Ali Sami Yen Stadyumu, Istanbul  | 6:2 (3:1) | 1:1 Sejdić (12. Elfmeter), 2:1 Hodžić (14.), 3:1 Çetiner (41.), 4:2 Sejdić (78.), 5:2 Ergücü (84.), 6:2 Yalçın (86.) | keine                                    |
| 31 | 29. Mai 1983       | Adana Demirspor     | Şehir Stadı, Adana               | 0:3 (0:0) | keine | Terim (87.)                              |
| 32 | 5. Juni 1983       | Fenerbahçe Istanbul | Ali Sami Yen Stadyumu, Istanbul  | 4:4 (3:1) | 1:0 Sejdić (10.), 2:1 Alkılıç (16.), 3:1 Turhan (29.), 4:1 Hodžić (48.)                                              | Tanman (32.), Sejdić (78.)               |
| 33 | 12. Juni 1983      | Kocaelispor         | Ali Sami Yen Stadı, Istanbul     | 2:0 (0:0) | 1:0 Ergücü (57. Elfmeter), 2:0 Çetiner (72.)                                                                         | keine                                    |
| 34 | 19. Mai 1983       | Adanaspor           | Şehir Stadı, Adana               | 1:2 (1:2) | 1:1 Hodžić (26.) | keine                                    |

### Türkiye Kupası
| Runde                   | Datum         | Gegner      | Ort                              | Ergebnis  | Tor(e) für Galatasaray Istanbul | Karte(n) für Galatasaray Istanbul |
| ----------------------- | ------------- | ----------- | -------------------------------- | --------- | ------------------------------- | --------------------------------- |
| 6. Hauptrunde-Hinspiel  | 23. März 1983 | Trabzonspor | Ali Sami Yen Stadyumu, Istanbul  | 1:2 (0:1) | 1:2 Yalçın (61.)                | keine                             |
| 6. Hauptrunde-Rückspiel | 6. April 1983 | Trabzonspor | Hüseyin Avni Aker Stadı, Trabzon | 1:1 (0:0) | 1:0 Sejdić (50.)                | keine                             |

### Europapokal der Pokalsieger
| Runde              | Datum              | Gegner          | Ort                             | Ergebnis  | Tor(e) für Galatasaray Istanbul     | Karte(n) für Galatasaray Istanbul |
| ------------------ | ------------------ | --------------- | ------------------------------- | --------- | ----------------------------------- | --------------------------------- |
| 1. Runde-Hinspiel  | 15. September 1982 | FC Kuusysi      | Ali Sami Yen Stadyumu, Istanbul | 2:1 (2:1) | 1:0 Çetiner (21.), 2:1 Ergücü (29.) | keine                             |
| 1. Runde-Rückspiel | 29. September 1982 | FC Kuusysi      | Urheilukeskus, Kotka            | 1:1 (0:0) | 1:0 Hodžić (87.)                    | Çetiner, Sejdić, Yazıcıoğlu       |
| 2. Runde-Hinspiel  | 20. Oktober 1982   | FK Austria Wien | Ali Sami Yen Stadyumu, Istanbul | 2:4 (2:1) | 1:0 Sejdić (19.), 2:0 Sejdić (34.)  | Turhan                            |
| 2. Runde-Rückspiel | 3. November 1982   | FK Austria Wien | Franz-Horr-Stadion, Wien        | 1:0 (0:0) | 1:0 Ergücü (62.)                    | Sejdić                            |

### TSYD Kupası
| Datum           | Gegner              | Ort                   | Ergebnis  | Tor(e) für Galatasaray Istanbul | Karte(n) für Galatasaray Istanbul |
| --------------- | ------------------- | --------------------- | --------- | ------------------------------- | --------------------------------- |
| 18. August 1982 | Beşiktaş Istanbul   | Inönü Stadı, Istanbul | 0:0       | keine                           | keine                             |
| 22. August 1982 | Fenerbahçe Istanbul | Inönü Stadı, Istanbul | 1:2 (0:1) | 1:2 Terim (85.)                 | keine                             |

## Statistiken

### Teamstatistik
| Wettbewerb                  | Punkte | daheim | daheim | daheim | daheim | daheim | auswärts | auswärts | auswärts | auswärts | auswärts | Gesamt | Gesamt | Gesamt | Gesamt | Gesamt | Tordifferenz |
| Wettbewerb                  | Punkte | Sp     | G      | U      | N      | TV     | Sp       | G        | U        | N        | TV       | Sp     | G      | U      | N      | TV     | Tordifferenz |
| --------------------------- | ------ | ------ | ------ | ------ | ------ | ------ | -------- | -------- | -------- | -------- | -------- | ------ | ------ | ------ | ------ | ------ | ------------ |
| 1. Lig                      | 44:24  | 17     | 12     | 5      | 0      | 37:14  | 17       | 5        | 5        | 7        | 13:19    | 34     | 17     | 10     | 7      | 50:33  | +17          |
| Türkiye Kupası              | –      | 1      | 0      | 0      | 1      | 1:2    | 1        | 0        | 1        | 0        | 1:1      | 2      | 0      | 1      | 1      | 2:3    | −1           |
| Europapokal der Pokalsieger | –      | 2      | 1      | 0      | 1      | 4:5    | 2        | 1        | 1        | 0        | 2:1      | 4      | 2      | 1      | 1      | 6:6    | ±0           |
| Gesamt                      | 44:24  | 20     | 13     | 5      | 2      | 42:21  | 20       | 6        | 7        | 7        | 16:21    | 40     | 19     | 12     | 9      | 58:42  | +16          |

### Saisonverlauf
| Spieltag | 1 | 2 | 3 | 4 | 5 | 6 | 7 | 8 | 9 | 10 | 11 | 12 | 13 | 14 | 15 | 16 | 17 | 18 | 19 | 20 | 21 | 22 | 23 | 24 | 25 | 26 | 27 | 28 | 29 | 30 | 31 | 32 | 33 | 34 |
| -------- | - | - | - | - | - | - | - | - | - | -- | -- | -- | -- | -- | -- | -- | -- | -- | -- | -- | -- | -- | -- | -- | -- | -- | -- | -- | -- | -- | -- | -- | -- | -- |
| Spielort | H | A | A | H | A | H | H | H | H | H  | A  | H  | A  | H  | A  | A  | H  | A  | H  | A  | H  | A  | A  | A  | A  | A  | H  | H  | A  | H  | A  | H  | H  | A  |
| Resultat | S | N | S | S | S | S | S | U | U | S  | U  | S  | U  | S  | N  | U  | S  | N  | U  | S  | S  | S  | U  | N  | S  | U  | S  | U  | N  | S  | N  | U  | S  | N  |
| Platz    | 2 | 9 | 5 | 2 | 1 | 1 | 1 | 1 | 2 | 2  | 2  | 2  | 2  | 2  | 2  | 2  | 2  | 2  | 2  | 2  | 2  | 1  | 1  | 3  | 2  | 2  | 1  | 2  | 3  | 2  | 3  | 3  | 3  | 3  |

Quelle: https://www.weltfussball.de/spielplan/tur-sueperlig-1981-1982
Legende: Spielort: H = Heim; A = Auswärts. Resultat: S = Sieg; U = Unentschieden; N = Niederlage

### Spielerstatistiken
| Spieler             | 1. Lig   | 1. Lig | 1. Lig      | 1. Lig     | Türkiye Kupası / TSYD Kupası | Türkiye Kupası / TSYD Kupası | Türkiye Kupası / TSYD Kupası | Türkiye Kupası / TSYD Kupası | Europapokal der Pokalsieger | Europapokal der Pokalsieger | Europapokal der Pokalsieger | Europapokal der Pokalsieger | Total    | Total | Total       | Total      |
| Spieler             | Einsätze | Tore   | Gelbe Karte | Rote Karte | Einsätze                     | Tore                         | Gelbe Karte                  | Rote Karte                   | Einsätze                    | Tore                        | Gelbe Karte                 | Rote Karte                  | Einsätze | Tore  | Gelbe Karte | Rote Karte |
| ------------------- | -------- | ------ | ----------- | ---------- | ---------------------------- | ---------------------------- | ---------------------------- | ---------------------------- | --------------------------- | --------------------------- | --------------------------- | --------------------------- | -------- | ----- | ----------- | ---------- |
| Halil İbrahim Akçay | 7        | 0      | 0           | 0          | 1                            | 0                            | 0                            | 0                            | 2                           | 0                           | 0                           | 0                           | 10       | 0     | 0           | 0          |
| Bülent Alkılıç      | 26       | 3      | 1           | 0          | 2                            | 0                            | 0                            | 0                            | 4                           | 0                           | 0                           | 0                           | 32       | 3     | 1           | 0          |
| Adnan Aydın         | 1        | 0      | 0           | 0          | 1                            | 0                            | 0                            | 0                            | 0                           | 0                           | 0                           | 0                           | 2        | 0     | 0           | 0          |
| Raşit Çetiner       | 34       | 5      | 1           | 0          | 4                            | 0                            | 0                            | 0                            | 4                           | 1                           | 1                           | 0                           | 42       | 6     | 2           | 0          |
| Ahmet Ceyhan        | 21       | 0      | 1           | 0          | 2                            | 0                            | 0                            | 0                            | 0                           | 0                           | 0                           | 0                           | 23       | 0     | 1           | 0          |
| Ali Çoban           | 18       | 0      | 0           | 0          | 3                            | 0                            | 0                            | 0                            | 0                           | 0                           | 0                           | 0                           | 21       | 0     | 0           | 0          |
| Fettah Dindar       | 11       | 0      | 1           | 0          | 1                            | 0                            | 0                            | 0                            | 1                           | 0                           | 0                           | 0                           | 13       | 0     | 1           | 0          |
| Haydar Erdoğan      | 6        | 0      | 0           | 0          | 0                            | 0                            | 0                            | 0                            | 0                           | 0                           | 0                           | 0                           | 6        | 0     | 0           | 0          |
| Mustafa Ergücü      | 30       | 5      | 0           | 0          | 2                            | 0                            | 0                            | 0                            | 4                           | 2                           | 0                           | 0                           | 36       | 7     | 0           | 0          |
| Müfit Erkasap       | 0        | 0      | 0           | 0          | 0                            | 0                            | 0                            | 0                            | 0                           | 0                           | 0                           | 0                           | 0        | 0     | 0           | 0          |
| Adnan Esen          | 16       | 0      | 0           | 0          | 2                            | 0                            | 0                            | 0                            | 4                           | 0                           | 0                           | 0                           | 22       | 0     | 0           | 0          |
| Ali Hamurcuoğlu     | 4        | 0      | 0           | 0          | 2                            | 0                            | 0                            | 0                            | 2                           | 0                           | 0                           | 0                           | 8        | 0     | 0           | 0          |
| Tarik Hodžić        | 26       | 10     | 1           | 0          | 3                            | 0                            | 0                            | 0                            | 3                           | 1                           | 0                           | 0                           | 32       | 11    | 1           | 0          |
| Murat İnan          | 4        | 0      | 1           | 0          | 0                            | 0                            | 0                            | 0                            | 1                           | 0                           | 0                           | 0                           | 5        | 0     | 1           | 0          |
| Sefer Karaer        | 3        | 0      | 0           | 0          | 2                            | 0                            | 0                            | 0                            | 1                           | 0                           | 0                           | 0                           | 6        | 0     | 0           | 0          |
| Ahmet Keloğlu       | 21       | 0      | 0           | 0          | 2                            | 0                            | 0                            | 0                            | 3                           | 0                           | 0                           | 0                           | 26       | 0     | 0           | 0          |
| Öner Kılıç          | 17       | 2      | 0           | 0          | 1                            | 0                            | 0                            | 0                            | 1                           | 0                           | 0                           | 0                           | 19       | 2     | 0           | 0          |
| Rauf Kılıç          | 5        | 1      | 1           | 0          | 0                            | 0                            | 0                            | 0                            | 0                           | 0                           | 0                           | 0                           | 5        | 1     | 1           | 0          |
| Eser Özaltındere    | 28       | 0      | 0           | 0          | 4                            | 0                            | 0                            | 0                            | 4                           | 0                           | 0                           | 0                           | 36       | 0     | 0           | 0          |
| Ömer Sağlam         | 4        | 0      | 0           | 0          | 0                            | 0                            | 0                            | 0                            | 0                           | 0                           | 0                           | 0                           | 4        | 0     | 0           | 0          |
| Mirsad Sejdić       | 26       | 13     | 8           | 0          | 4                            | 1                            | 0                            | 0                            | 3                           | 2                           | 2                           | 0                           | 33       | 16    | 10          | 0          |
| İbrahim Sokullu     | 3        | 0      | 0           | 0          | 3                            | 0                            | 0                            | 0                            | 0                           | 0                           | 0                           | 0                           | 6        | 0     | 0           | 0          |
| Cüneyt Tanman       | 16       | 0      | 1           | 0          | 2                            | 0                            | 0                            | 0                            | 0                           | 0                           | 0                           | 0                           | 18       | 0     | 1           | 0          |
| Fatih Terim         | 29       | 1      | 4           | 1          | 4                            | 1                            | 0                            | 0                            | 4                           | 0                           | 0                           | 0                           | 37       | 2     | 4           | 1          |
| Mustafa Turgat      | 3        | 0      | 0           | 0          | 1                            | 0                            | 0                            | 0                            | 0                           | 0                           | 0                           | 0                           | 4        | 0     | 0           | 0          |
| Sinan Turhan        | 31       | 8      | 3           | 0          | 3                            | 0                            | 0                            | 0                            | 4                           | 0                           | 1                           | 0                           | 38       | 8     | 4           | 0          |
| Birol Yalçın        | 12       | 2      | 0           | 0          | 2                            | 1                            | 0                            | 0                            | 0                           | 0                           | 0                           | 0                           | 14       | 3     | 0           | 0          |
| Cengiz Yazıcıoğlu   | 12       | 0      | 1           | 0          | 0                            | 0                            | 0                            | 0                            | 2                           | 0                           | 1                           | 0                           | 14       | 0     | 2           | 0          |
| Metin Yıldız        | 1        | 0      | 0           | 0          | 0                            | 0                            | 0                            | 0                            | 0                           | 0                           | 0                           | 0                           | 1        | 0     | 0           | 0          |